# Thurlow Weed
Edward Thurlow Weed (Cairo, 15 de novembro de 1797 – Nova Iorque, 22 de novembro de 1882) foi um tipógrafo, editor jornalístico e político norte-americano. Ele foi o principal conselheiro político de William H. Seward, um proeminente político do estado de Nova Iorque, além de ter desempenhado papéis instrumentais nas candidaturas presidenciais de William Henry Harrison em 1840, Zachary Taylor em 1848 e John C. Frémont em 1856 por meio de seus jornais e conexões.
Weed começou sua carreira profissional como tipógrafo, sendo pupilo de William Williams, e serviu junto deste na milícia estadual durante a Guerra de 1812. Retornou a trabalhar como tipógrafo após a guerra e atuou em diversos jornais pela década seguinte. Foi eleito para a Assembleia Estadual de Nova Iorque em 1824, conhecendo Seward. Os dois tornaram-se os líderes do Partido Antimassônico do estado e Weed fundou o Albany Evening Journal como o principal jornal do partido. Foi um apoiador do Sistema Americano de Henry Clay e ajudou a estabelecer o Partido Whig no início da década de 1830. Weed ajudou Seward a se eleger Governador de Nova Iorque em 1838 e apoiou as campanhas presidenciais de Harrison e Taylor.
Weed liderou os whigs de Nova Iorque pelas décadas de 1830 e 1840, mas abandonou o partido após este ter dado seu apoio para a aprovação do Ato de Kansas–Nebraska em 1854. Ajudou a organizar o Partido Republicano e apoiou a candidatura de Frémont. Em 1860 defendeu a indicação de Seward para concorrer à presidência, mas este perdeu para Abraham Lincoln. Weed defendeu o governo durante a Guerra de Secessão e após o conflito ele e Seward aliaram-se com o presidente Andrew Johnson e suas políticas em relação à Reconstrução. Weed se aposentou da vida pública em 1867 e morreu em 1882.